# 戈登·利洛
戈登·达西·利洛（英語：Gordon Darcy Lilo；1965年8月28日—），所罗门群岛政治人物、前任所罗门群岛总理。

## 政治生涯
2001年，戈登·利洛首次当选国民议会议员。2011年11月，所罗门群岛总理丹尼·菲利普因面临议会的不信任投票而辞职。11月16日，戈登·利洛当选为新一任的总理。
2014年11月，所罗门群岛国民议会大选，利洛选举失利，未能当选议会议员，因而在新总理梅纳西·索加瓦雷当选后下台。2024年4月，利洛再次当选议会议员。